# Hypolytrum pallidiceps
Hypolytrum pallidiceps là loài thực vật có hoa trong họ Cói. Loài này được S.S.Hooper & T.Koyama mô tả khoa học đầu tiên năm 1984.